# پتون ویلیج (تگزاس)
پتون ویلیج، تگزاس (به انگلیسی: Patton Village, Texas) یک شهر در ایالات متحده آمریکا با جمعیت ۱٬۳۹۱ نفر است که در تگزاس واقع شده‌است.

## موقعیت جغرافیایی
موقعیت جغرافیایی شهرها و مناطق اطراف به شرح زیر است: